# Ronald Rauhe
Ronald Rauhe (Berlino, 3 ottobre 1981) è un canoista tedesco.
La carriera di Ronald Rauhe iniziò ai mondiali junior under 18 del 1997 dove si classificò al secondo posto nel k1 500 m e vinse l'oro nel k4 500 m pur essendo ancora in categoria under 16. Vincerà poi altri 3 titoli mondiali junior. La sua partecipazione alle olimpiadi del 2000 si rivela un grande successo, a soli 18 anni vince la medaglia di bronzo nel k2 500 m.
Rauhe ottiene risultati di livello anche nel k1 nella gara più veloce: i 200 m nei quali si impose per ben 3 volte ai campionati del mondo.
Ha vinto una medaglia di bronzo ai Giochi olimpici di Sydney 2000 e una d'oro ad Atene 2004, entrambe nel K2 500 m e in coppia con Tim Wieskötter. Ha vinto anche vari titoli mondiali.

## Palmarès
- Olimpiadi

Sydney 2000: bronzo nel K2 500 m.
Atene 2004: oro nel K2 500 m.
Pechino 2008: argento nel K2 500 m.
Rio de Janeiro 2016: bronzo nel K1 200 m.
Tokyo 2020: oro nel K4 500 m.
- Mondiali

Milano 1999: bronzo nel K1 200 m.
Poznań 2001: oro nel K1 200 m e nel K2 500 m e argento nel K2 200 m.
Siviglia 2002: oro nel K1 200 m e nel K2 500 m e bronzo nel K2 200 m.
Gainesville 2003: oro nel K1 200 m e nel K2 500 m e bronzo nel K2 200 m.
Zagabria 2005: oro nel K2 500 m.
Seghedino 2006: oro nel K1 200 m, nel K2 200 m e nel K2 500 m.
Duisburg 2007: oro nel K2 500 m e argento nel K2 200 m.
Dartmouth 2009: oro nel K1 200 m e nel K1 500 m e argento nella K1 4x200 m.
Poznań 2010: argento nel K1 200 m.
Seghedino 2011: bronzo nel K1 200 m.
Duisburg 2013: bronzo nel K2 200 m.
Mosca 2014: argento nel K2 200 m.
Račice 2017: oro nel K4 500m.
Montemor-o-Velho 2018: oro nel K4 500m.
Seghedino 2019: oro nel K4 500m.
- Campionati europei di canoa/kayak sprint

Poznań 2000: oro nel K2 500m e argento nel K2 200m.
Milano 2001: oro nel K1 200m e K2 200m.
Seghedino 2002: oro nel K1 200m e K2 500m, argento nel K2 200m.
Poznań 2004: oro nel K1 200m e nel K2 500m.
Poznań 2005: oro nel K2 500m e argento nel K2 200m.
Račice 2006: oro nel K1 200m, K2 200m e K2 500m.
Pontevedra 2007: oro nel K2 500m e argento nel K2 200m.
Milano 2008:oro nel K2 500m.
Brandeburgo 2009: argento nel K1 500m e nella staffetta K1 4x200m.
Trasona 2010: argento nel K1 200m.
Zagabria 2012: argento nel K2 200 m.
Montemor-o-Velho 2013: argento nel K2 200 m.
Brandeburgo 2014: oro nel K2 200 m.
Račice 2015: oro nel K2 200m.
Mosca 2016: bronzo nel K2 200 m.
Plovdiv 2017: bronzo nel K2 200 m.
Belgrado 2018: argento nel K4 500m.
- Giochi europei

Minsk 2019: argento nel K4 500m.